# St. Kilda
St. Kilda (škotski gaelski jezik: Hiort) je izolirano otočje u sjevernom Atlantiku 64 km zapadno od otočja Hebrida, zapadna Škotska. Najveći otok je Hirta, čije su litice najviše u Ujedinjenom Kraljevstvu. Otoci su upravno dio lokalne uprave Vanjskih Hebrida, Comhairle nan Eilean Siar.
Podrijetlo imena St. Kilda nije potpuno jasno, osim da ne postoji svetac imena Kilda, a prvi put su ga zabilježili nizozemski moreplovci 1666. godine koji su možda pogrešno protumačili staronormanski naziv "Sunt kelda", što znači "slatki izvor vode".

## Zemljopis
Veći otoci otočja St. Kilda su: Hirta, Soay i Boreray, dok su manji: Stac an Armin (ratnička hrid), Stac Lee (siva hrid), Stac Levenish i Dùn (utvrda) koji je nekad lukom bio spojen s uvalom sela Bàgh a' Bhaile. Najviša točka je Conachair na Hirti visine 430 metara, dok je cijela strana ove stijene zapravo litica koja se diže 427 metara iznad mora, što su najviše litice u Ujedinjenom Kraljevstvu.
Klima je oceanska s mnogo padalina i velikom vlažnošču, dok su temperature umjereno hladne od 5,6 °C u siječnju i 11,8 °C u srpnju. Oko 85% godišnje puše vjetar prosjeka od 13 km na sat, a godišnje dva dana puše najjači vjetar od 24 km na sat. Plima i oseka se kreću oko 2,9 metara, ali nisu rijetke i razlike od 5 metara što pristajanje čini jako teškim.

## Povijest
Iako najstariji podaci o naseljenosti otoka sežu u kasni srednji vijek, na otocima postoje arheološke nastambe iz prapovijesti koje imaju originalne odlike.
Srednjovjekovno selo Tobar Childa je obnovljeno u 19. stoljeću, ali je slabo zaživjelo zbog vjerske torture velečasnog Johna Mackaya (1865. – 99.), svećenika Slobodne škotske crkve (1843. – 1900.) i bolesti (kolera i boginje) koje su donijeli prvi turisti još u 18. stoljeću, te tetanus koji je ubio 80% djece na otoku koncem 19. stoljeća. Iako je St. Kilda bila naseljena u posljednja dva tisućljeća, stanovništvo nije nikada premašivalo brojku od 180 stanovnika, a poslije 1851. godine bilo ih je manje od stotinu.
Na početku Prvog svjetskog rata Britanska kraljevska ratna mornarica je uspostavila signalnu postaju na Hirti koju je 15. svibnja 1918. godine bombardirala njemačka podmornica, uništivši i seosku crkvu i pristanište. 
Dana 29. kolovoza 1930., nakon opadanja broja stanovnika poslije gubitka turizma i epidemije gripe na samo 33 stanovnika, cijela populacija je evakuirana i danas su jedini stanovnici vojno osoblje, a ljeti po nekoliko mjeseci i razni konzervatori, dobrovoljci i znanstvenici.

## Znamenitosti
St. Kilda je važno područje za mnoge morske ptice, kao što su: Bluna (najveći broj na svijetu), Sjeverna kačurka, Atlantski tupik (najveći broj u UK), Burnjak i Veliki pomornik.
Na St. Kildi je živjela endemska vrsta šumskog miša, (Mus musculus muralis), koja nije više zabilježena nakon nestanka ljudskih stanovnika, kao što nije viđena ni Siva foka, koja se prije kotila na njenim obalama.
Na najnepristupačnijem otoku Soay su preživjele rijetke vrste domaćih ovaca, Soay iz neolitika (za koju se vjeruje da je najstarija vrsta pripitomljene ovce u Europi) i Boreray iz željeznog doba koje danas podivljale lutaju otokom.
God. 1986. otočje St. Kilda je upisano na UNESCO-ov popis mjesta svjetske baštine u Europi zbog svojih prirodnih ljepota i jedinstvenosti, a 2004. godine zaštićeno područje je prošireno na okolnu marinu i cijelo otočje. God. 2005. na listu su upisani i arhitektonski spomenici sa St Kilde, kao što su cleitean, kupolaste prapovijesne nastambe pastira s kupolom (starih stotinama godina, a najstarije i do 1850. pr. Kr.).
Srednjovjekovno selo Tobar Childa, oko 350 metara od obale, ima s 25-30 kamenih kuća od kojih je najstarija "Kuća vila" (Taigh an t-Sithiche) iz oko 500. pr. Kr.-300. godine. Selo je okruženo zidom kojim se štitila plodna zemlja od ovaca.
- Soay
- Cleit iznad zaljeva sela
- Selo na Hirti
- Obnovljena ulica "Sela"

## Vanjske poveznice
- abandonedcommunities.co.uk Posjećeno 28. prosinca 2007.
- Revizija nominacije otočja St. Kilda za UNESCO-ov upis s detaljnom kartom  Arhivirana inačica izvorne stranice od 3. srpnja 2007. (Wayback Machine) (siječanj 2003.) (pdf)
- "St Kilda"  Arhivirana inačica izvorne stranice od 26. travnja 2004. (Wayback Machine) culturehebrides.com. Posjećeno 28. prosinca 2007.